# Reitteria escherichi
Reitteria escherichi is een keversoort uit de familie zwamkevers (Endomychidae). De wetenschappelijke naam van de soort werd in 1896 gepubliceerd door Erich Wasmann.